# Redbergslids IK
Redbergslids IK (afgekort: RIK), is een handbalclub uit Göteborg, Zweden, opgericht in 1916. Redbergslids is de meest succesvolle club in Zweden, met 20 keer landskampioen van Zweden. Thuiswedstrijden werden eerder gespeeld in Lisebergshallen, maar na de sloop in 2019 werden thuiswedstrijden verplaatst naar Scandinavium.
Redbergslids is de enige Scandinavische club die de 1959 Champions League heeft gewonnen. Ze bereikten ook de finale van de EHF Cup Winner's Cup 2003.
Bekende spelers van de club zijn onder andere Peter Gentzel, Stefan Lövgren, Ljubomir Vranjes en Magnus Wislander.

## Referentie
1. ↑  (sv) Redbergslid blir kvar i Scandinavium – trots premiärdebaclet. SVT Sport (13 september 2019). Geraadpleegd op 20 januari 2021.